# Yunus Emre Çift
Yunus Emre Çift (Samsun, 1° settembre 2003) è un calciatore turco, difensore del Samsunspor.

## Carriera
Esordisce a 18 anni in Coppa di Turchia il 26 ottobre 2021 contro il Konyaspor. Successivamente si guadagna il posto da titolare inamovibile contribuendo alla vittoria del campionato di seconda serie da parte del fulmine rosso.

## Caratteristiche Tecniche
Gioca difensore centrale ma occasionalmente è stato schierato terzino e mediano

## Statistiche
Statistiche aggiornate al 16 agosto 2025.
| Stagione        | Squadra         | Campionato      | Campionato | Campionato | Coppe nazionali | Coppe nazionali | Coppe nazionali | Coppe continentali | Coppe continentali | Coppe continentali | Altre coppe | Altre coppe | Altre coppe | Totale | Totale |
| Stagione        | Squadra         | Comp            | Pres       | Reti       | Comp            | Pres            | Reti            | Comp               | Pres               | Reti               | Comp        | Pres        | Reti        | Pres   | Reti   |
| --------------- | --------------- | --------------- | ---------- | ---------- | --------------- | --------------- | --------------- | ------------------ | ------------------ | ------------------ | ----------- | ----------- | ----------- | ------ | ------ |
| 2021-2022       | Samsunspor      | 1L              | 21         | 0          | CT              | 2               | 0               | -                  | -                  | -                  | -           | -           | -           | 23     | 0      |
| 2022-2023       | Samsunspor      | 1L              | 26         | 1          | CT              | 1               | 0               | -                  | -                  | -                  | -           | -           | -           | 27     | 1      |
| 2023-2024       | Samsunspor      | SL              | 9          | 0          | CT              | 3               | 0               | -                  | -                  | -                  | -           | -           | -           | 12     | 0      |
| 2024-2025       | Samsunspor      | SL              | 14         | 0          | CT              | 2               | 0               | -                  | -                  | -                  | -           | -           | -           | 16     | 0      |
| 2025-2026       | Samsunspor      | SL              | 1          | 0          | CT              | 0               | 0               | UEL                | 0                  | 0                  | -           | -           | -           | 1      | 0      |
| Totale Carriera | Totale Carriera | Totale Carriera | 71         | 1          |                 | 8               | 0               |                    | 0                  | 0                  |             | 0           | 0           | 79     | 1      |

## Palmares
- TFF 1. Lig: 1

Samsunspor: 2023-2024